# Libon (Albay)
Libon is een gemeente in de Filipijnse provincie Albay op het eiland Luzon. Bij de laatste census in 2007 had de gemeente bijna 69 duizend inwoners.

## Geografie

### Bestuurlijke indeling
Libon is onderverdeeld in de volgende 47 barangays:
| - Alongong - Apud - Bacolod - Bariw - Bonbon - Buga - Bulusan - Burabod - Caguscos - East Carisac - Harigue - Libtong - Linao - Mabayawas - Macabugos - Magallang | - Malabiga - Marayag - Matara - Molosbolos - Natasan - Niño Jesus - Nogpo - Pantao - Rawis - Sagrada Familia - Salvacion - Sampongan - San Agustin - San Antonio - San Isidro - San Jose | - San Pascual - San Ramon - San Vicente - Santa Cruz - Talin-talin - Tambo - Villa Petrona - West Carisac - Zone I - Zone II - Zone III - Zone IV - Zone V - Zone VI - Zone VII |

## Demografie
Libon had bij de census van 2007 een inwoneraantal van 68.846 mensen. Dit zijn 2.633 mensen (4,0%) meer dan bij de vorige census van 2000. De gemiddelde jaarlijkse groei komt daarmee uit op 0,54%, hetgeen lager is dan het landelijk jaarlijks gemiddelde over deze periode (2,04%). Vergeleken met de census van 1995 is het aantal mensen met 5.656 (9,0%) toegenomen.

De bevolkingsdichtheid van Libon was ten tijde van de laatste census, met 68.846 inwoners op 222,76 km², 309,1 mensen per km².

## Geboren in Libon
- Dominador Aytona (23 mei 1918), politicus, bestuurder en topman.